# Rountzenheim-Auenheim
Rountzenheim-Auenheim is een fusiegemeente (commune nouvelle) in het Franse departement Bas-Rhin (regio Grand Est). De plaats maakt deel uit van het arrondissement Haguenau-Wissembourg. Rountzenheim-Auenheim is op 1 januari 2019 ontstaan door de fusie van de gemeenten Auenheim en Rountzenheim. De gemeente telde 2.000 inwoners op 1 januari 2022.

## Geografie
De oppervlakte van Rountzenheim-Auenheim bedroeg op 1 januari 2022 10,91 vierkante kilometer; de bevolkingsdichtheid was toen 183,3 inwoners per km². 

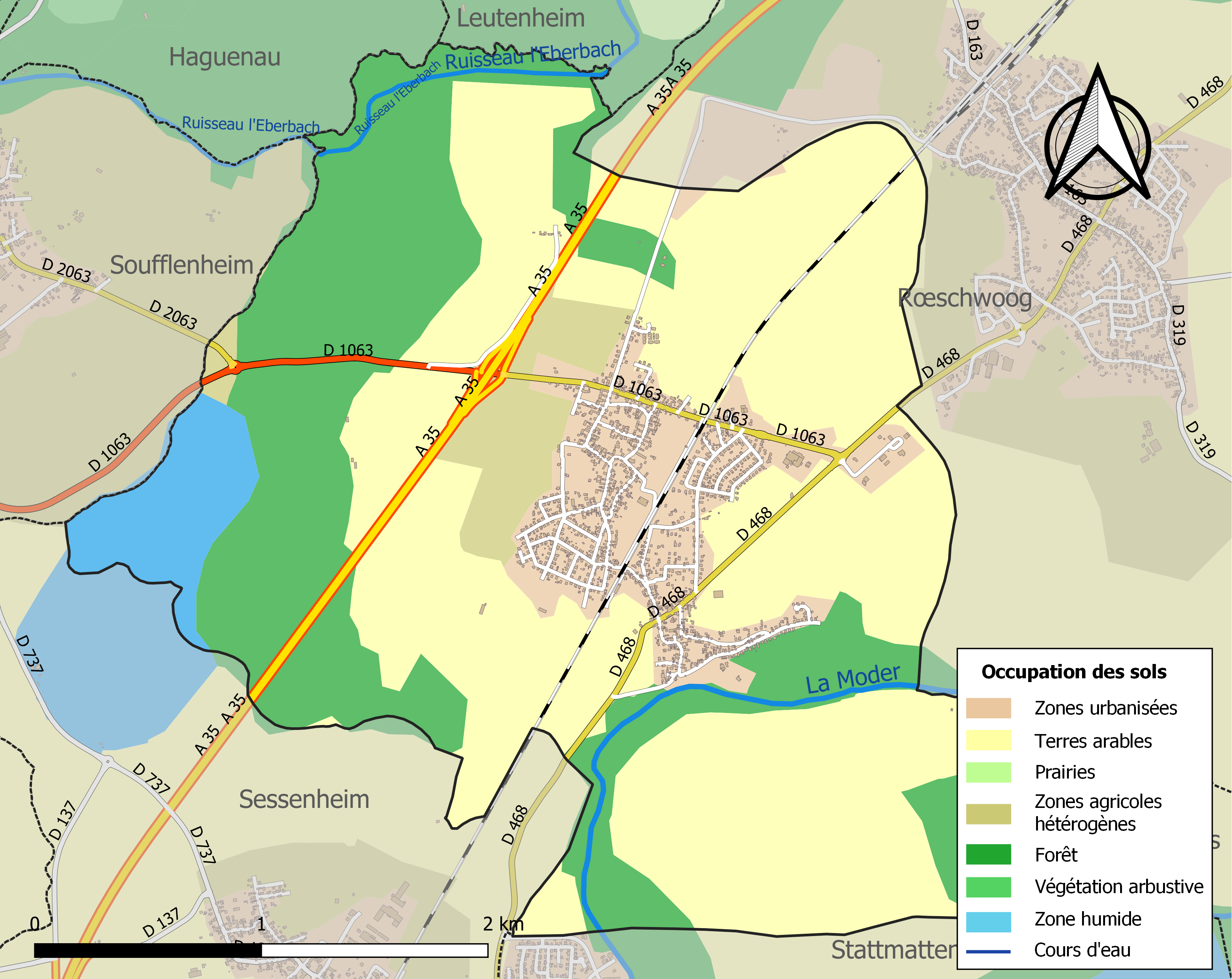
Kaart van de gemeente met de belangrijkste infrastructuur, bodemgebruik en omliggende gemeenten

## Demografie
Onderstaande figuur toont het verloop van het inwonertal (bron: INSEE-tellingen).
Bischwiller · Dalhunden · Drusenheim · Forstfeld · Fort-Louis · Herrlisheim · Kaltenhouse · Kauffenheim · Leutenheim · Neuhaeusel · Oberhoffen-sur-Moder · Offendorf · Rœschwoog · Rohrwiller · Roppenheim · Rountzenheim-Auenheim · Schirrhein · Schirrhoffen · Sessenheim · Soufflenheim · Stattmatten